# Glassjaw
Glassjaw é uma banda de post-hardcore formada em 1993 em Long Island, Nova Iorque. A banda foi muito influente na evolução da cena musical underground no leste dos Estados Unidos e Reino Unido no gênero post-hardcore (sendo muitas vezes referida como “lendas” e até mesmo “Reis”) e são conhecidos por seus shows intensos e suas constantes mudanças na formação.

## Membros
- Daryl Palumbo - vocal
- Justin Beck - guitarra
- Manuel Carrero - baixo
- Durijah Lang - bateria

## Discografia
• Álbuns de estúdio.

Everything You Ever Wanted to Know About Silence (2000) 

Worship and Tribute (2002) 

• EP e singles.

Kiss Kiss Bang Bang EP (EP, 1997, 2001 re-release) 

Pretty Lush (Single, 2000) 

Ry Ry’s Song (Single, 2000) 

Cosmopolitan Bloodloss (Single, 2002) 

Ape Dos Mil (Single, 2003) 

El Mark (Digital EP, 2005) 

• Demos.

Untitled (Demo, 1994) 

Our Color Green in 6/8 Time (Demo, 1995) 

The Impossible Shot (Demo, 1996) 

Monster Zero (Demo, 1998) 

The Don Fury Sessions (Demo, 1999) 

Motive (Demo, 1995), feauturing the rare songs ‘A Rockwell Portrait’ and ‘Pravada’ 